# Kanał elektroinstalacyjny
Kanał elektroinstalacyjny – rodzaj osprzętu elektroinstalacyjnego spełniającego podobną rolę jak listwy elektroinstalacyjne, lecz z racji swoich wymiarów stosowany do prowadzenia i rozdziału kabli i przewodów na poszczególne obwody zasilające. Najczęściej spotykane wymiary kanałów elektroinstalacyjnych to: 60 i 90x40, 90, 130, 150, i 230x60 (w mm). Podobnie jak w przypadku listew, w kanałach istnieją przegrody umożliwiające oddzielenie od siebie przewodów i kabli. 
Kanały instalacyjne do prowadzenia i ochrony przewodów mogą być mocowane tylko na powierzchni ścian, sufitów i filarów lub w specjalnie wykonanych kanałach w podłodze. Nie mogą być montowane pod tynkiem, w betonie itp.